# Molpadiodemas translucens
Molpadiodemas translucens is een zeekomkommer uit de familie van de Synallactidae.
De wetenschappelijke naam van de soort werd in 2005 gepubliceerd door Mark O'Loughlin & Cynthia Ahearn.